# Michael Algar
Pour les articles homonymes, voir Algar (homonymie).
Michael Algar,  alias « Olga » (déformation de son nom de famille), est né le 21 septembre 1959 à Marsden, South Shields. Il est le guitariste, chanteur et auteur-compositeur du groupe britannique The Toy Dolls. Guitariste rythmique principalement, mais surtout responsable d'excellents solos, Olga est aussi compositeur et producteur. Il a longtemps vécu dans la ville de Sunderland au Royaume-Uni avant de partir habiter à Tokyo, au Japon en 2000. Olga reviendra ensuite dans le centre de Londres, où il réside depuis 2002.

## Carrière artistique
Michael Algar commence à jouer de la guitare à l'adolescence. Il écrit des textes et compose des chansons dès 17 ans.

Il joue alors dans plusieurs groupes locaux comme les Straw Dogs et les Showbiz Kids, avant de former The Toy Dolls en octobre 1979.

En 35 ans d'existence, les Toy Dolls ont donné un grand nombre de concerts dans le monde entier, sorti quinze albums et autant de singles.
Olga a composé tous les albums du groupe, entre autres Absurd-Ditties,  Fat Bob's Feet, Idle Gossip ou Anniversary Anthems.  
En 1984, après la sortie du premier album Dig That Groove Baby, le single Nellie the Elephant arrive 4e au Top 10 du Royaume-Uni. L'album suivant, A Far Out Disc atteindra la 71e place.

## Production

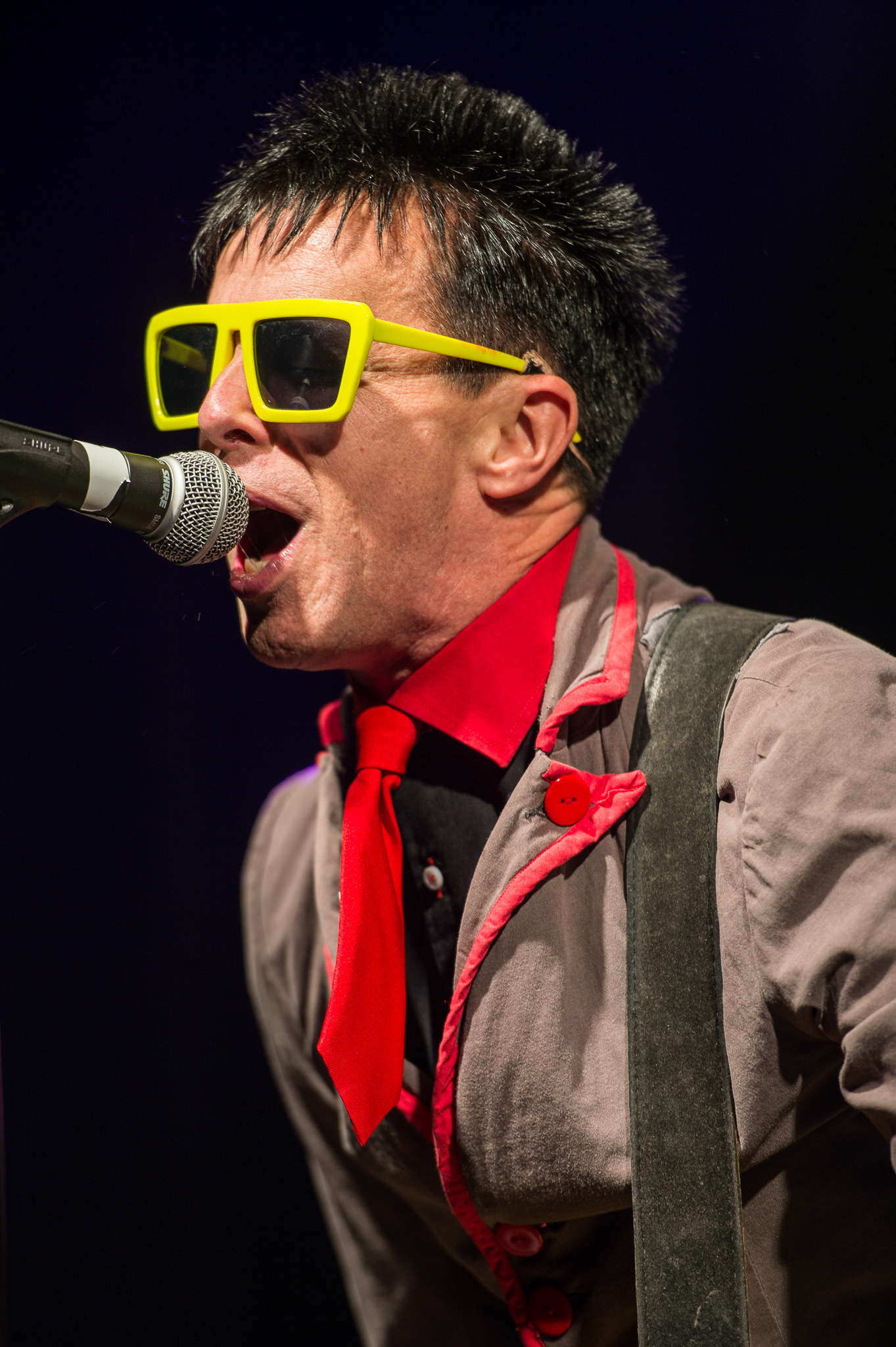
2017 Toy Dolls - Michael Alga

Michael Algar (Olga) a produit la plupart des albums des Toy Dolls ainsi que d'autres disques pour divers artistes, comme le single Take A Walk/Round, Round, Round par Gem Archer d'Oasis, les albums Toy Doll et Tori Ningen par le groupe punk japonais Lolita No.18 et a été, en 2010, ingénieur exécutif sur l'album Crash & Burn par le groupe punk du Nord-est du Royaume-Uni Crashed Out.

## Bandes originales TV / pub
Michael Algar est aussi l'auteur de plusieurs morceaux utilisés en publicité, par exemple pour Ready Brek (RU), l'eau minérale Badoit (France) ou le Crazy Grape Pepsi Cola (Russie).
Certaines de ses compositions figurent dans la bande son de productions hollywoodiennes comme Haggard : The Movie, Libérez Jimmy et Tony Hawk's Pro Skater 4.
Olga a également écrit le générique et la musique de fond de l'émission rock/pop britannique au long cours Razzamatazz (en) ainsi que la musique utilisée par le comédien Dave Gorman dans son DVD Googlewhack Adventure.

## Talent et renommée en tant que guitariste
Olga joue sur une Fender Telecaster jaune équipée d'un pick-up Seymour Duncan. Il est considéré comme un guitariste virtuose et le sondage du site Punk Polls l'a distingué en 2007 comme étant le meilleur guitariste punk international. The Guitar Magazine va jusqu'à le promouvoir « plus grand guitariste de la planète », et le All Music Guide le décrit comme un joyau de la musique punk, capable de développer, lorsqu'il joue, une vitesse ahurissante.
En marge des Toy Dolls, Olga a fait une tournée à travers l'Europe, le Japon et les États-Unis en tant que bassiste pour le groupe californien The Dickies, et apparaît sur leur DVD live An Evening with the Dickies enregistré à The Wedgewood Rooms à Portsmouth (RU) en juillet 2002. Il joue également de la basse lors d'une série de concerts aux États-Unis avec The Adicts.
Les fans de Ginger des Wildhearts ont eu la chance d'assister à une apparition surprise d'Olga et de sa guitare lors du concert d'anniversaire de Ginger au Garage, à Londres, le 17 décembre 2009.
Olga est invité, en tant que guitariste, par d'autres artistes sur bon nombre d'enregistrements, comme Can't Drink You Pretty sur Yoni de Ginger des Wildhearts, "Aint Just Talkin bout Love" sur l'album G7 du groupe allemand Gigantor, "Keepin on Keepin on" de l'album Uppers and Downers des Yo-Yos, l'album du groupe japonais Seventh Tarz Armstrong intitulé The Tokyo City Big Nights, le morceau "Walk of Shame" de l'album Poets on Payday par le groupe punk du Norfolk Vanilla Pod, L'album Up and at 'em du groupe basé au Japon Duncans Diva, et sur l'album de Peter and the Test Tube Babies A Foot Full Of Bullets, au chant, dans la chanson Smiling Through The Tears.
Olga chante également aux côtés de Brian Johnson d'AC/DC et de John Miles, sur le single Geordie Aid - Try Giving Everything en 1985, album caritatif au bénéfice de l'Éthiopie.
Autre album caritatif sur lequel apparaît Olga : Guitarists 4 the Kids, sorti en 2006.